# 茨城県道284号豊岡佐和停車場線

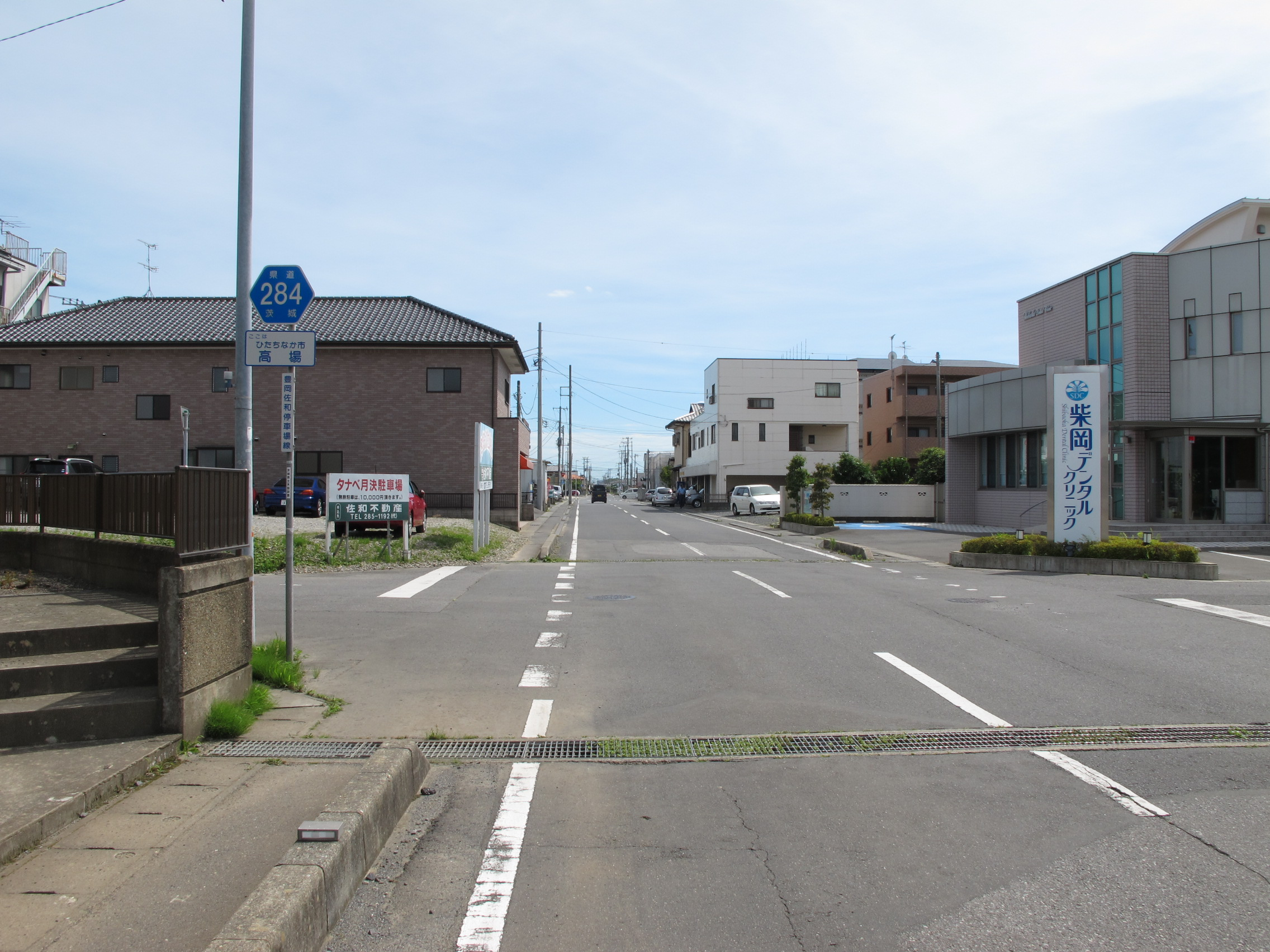
茨城県道284号豊岡佐和停車場線
ひたちなか市高場（2012年7月）

茨城県道284号豊岡佐和停車場線（いばらきけんどう284ごう とよおかさわていしゃじょうせん）は、茨城県那珂郡東海村大字豊岡からひたちなか市大字高場の東日本旅客鉄道（JR東日本）常磐線佐和駅に至る県道である。

## 路線概要
- 起点：那珂郡東海村大字豊岡119の1番地先（国道245号交点）[1]
- 終点：ひたちなか市大字高場字東向554番10地先（佐和駅出口）[2]
- 総延長：8.722 km[3]
- 重用延長：0.758 km[3]
- 未供用延長：なし[3]
- 実延長：7.964 km[3]
- 自動車交通不能区間延長[注釈 1]：なし[3]

## 歴史
1968年（昭和43年）前身にあたる県道荒谷佐和停車場線が路線廃止となり
、これにかわる一般県道として那珂郡東海村大字豊岡119の1番地先を起点とし、勝田市（現、ひたちなか市）大字佐和佐和停車場の終点まで至る区間を茨城県が県道路線認定した。1995年（平成7年）に、整理番号変更により現在の整理番号284となり、現在に至る。

### 年表
- 1959年（昭和34年）10月14日
現在の路線の前身である県道荒谷佐和停車場線（東海村大字荒谷 - 佐和停車場、図面対照番号255）が路線認定される[5]。
- 1968年（昭和43年）12月12日
  - 新たな県道として、県道豊岡佐和停車場線が路線認定される[1]。
  - 道路区域を那珂郡東海村大字豊岡119の1番地先から勝田市大字佐和 佐和停車場までと指定し、供用開始[6]。
  - 同時に、荒谷佐和停車場線（那珂郡東海村大字荒谷 県道東海停車場村松線分岐 - 勝田市大字佐和 佐和停車場）が廃止される[7]。
- 1969年（昭和44年）3月24日：那珂郡東海村大字村松（村松交差点） - 同村大字須和間の狭隘路（最低幅員3.5 m、延長3.943 km）を道路改良供用開始[8]。
- 1971年（昭和46年）12月6日：那珂郡東海村大字須和間 - 勝田市大字高野（高野十字路）に改良バイパス道路（1.70 km）が開通[9]。
- 1995年（平成7年）3月30日：整理番号311から現在の番号（整理番号284）に変更される[10]。
- 2002年（平成14年）4月1日：那珂郡東海村豊岡 - ひたちなか市高野の区間が、通行する車両の最大重量限度25トンの道路に指定される[11]。
- 2003年（平成15年）12月8日：ひたちなか市大字高場地内の土地区画整理に伴い佐和駅取り付け道路（306 m）が付け替えされる[2]。
- 2004年（平成16年）9月30日：ひたちなか市大字高野（高野十字路） - 同市大字高場（佐和駅）にバイパス（684 m）を新設する道路区域が決定する[12]。

## 路線状況
道路法の規定に基づき、は、緊急輸送道路として機能を維持するため、災害発生時の被害拡大防止を目的に道路用地内に電柱を建てることが制限されている。
- 那珂郡東海村村松（村松交差点） - 同（村道交差点）[13]
- ひたちなか市高野（ひたちなか市道交差：高野十字路交差点） - JR佐和駅[14]

### 重複区間
- 茨城県道31号瓜連馬渡線（ひたちなか市高野地内：約0.7 km）

## 地理
起点の豊岡は久慈川が近くにあり、あたりは田園である。土手をのぼり東海村有数の住宅地、村松地区に出る。ここから先、住宅地が多く、緑ヶ丘団地、南台団地等を通過し新川という川からひたちなか市となる。
県道31号線と重複し、そのまま佐和地区には入る。途中の佐和駅前の商店街は道幅が狭く大型車の走行は注意が必要である。そして、佐和駅方面に左折、終点佐和駅前に至る。

### 通過する自治体
- 茨城県
  - ひたちなか市 - 那珂郡東海村

### 沿線
- JR 佐和駅